# Kirche Behrenhoff

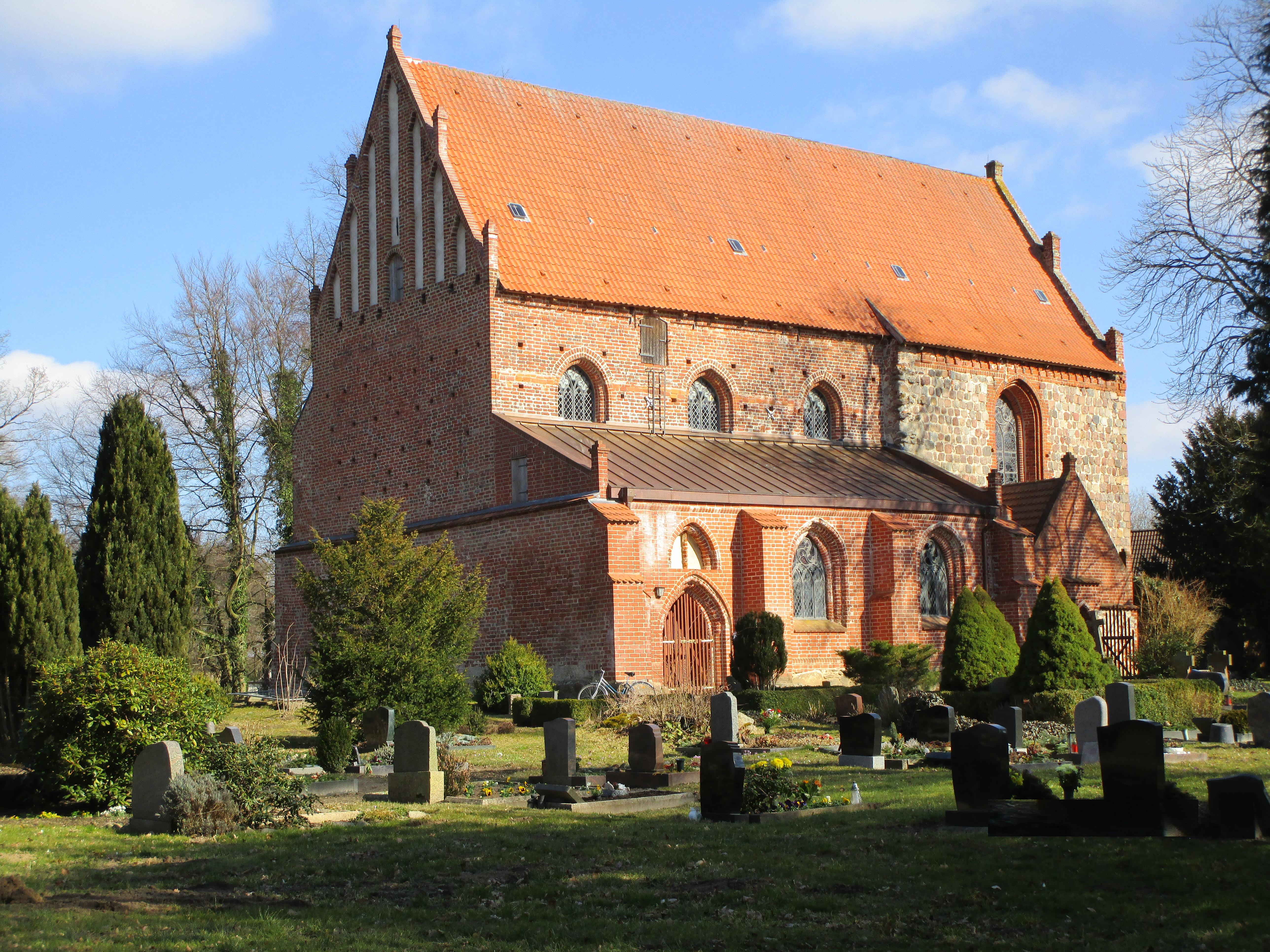
Kirche Behrenhoff aus Südwest (2016)

Die Kirche Behrenhoff ist ein aus dem 13. Jahrhundert stammendes Kirchengebäude in der Gemeinde Behrenhoff in Vorpommern. Die evangelische Kirchgemeinde Behrenhoff gehört zum Gützkower Kirchsprengel. Beide gehören seit 2012 zur Propstei Demmin im Pommerschen Evangelischen Kirchenkreis der Evangelisch-Lutherischen Kirche in Norddeutschland. Vorher gehörte sie zum Kirchenkreis Greifswald der Pommerschen Evangelischen Kirche.

## Lage
Durch Behrenhoff führt von Nordwesten kommend die Dorfstraße auf den historischen Ortskern zu. Dort verzweigt sie sich nach Nordosten ebenfalls weiter als Dorfstraße, nach Südwesten als Ringstraße. Die Kirche steht auf einem Grundstück nördlich dieser Kreuzung, das mit ungeschichteten und unbehauenen Feldsteinen eingefriedet ist.

## Geschichte

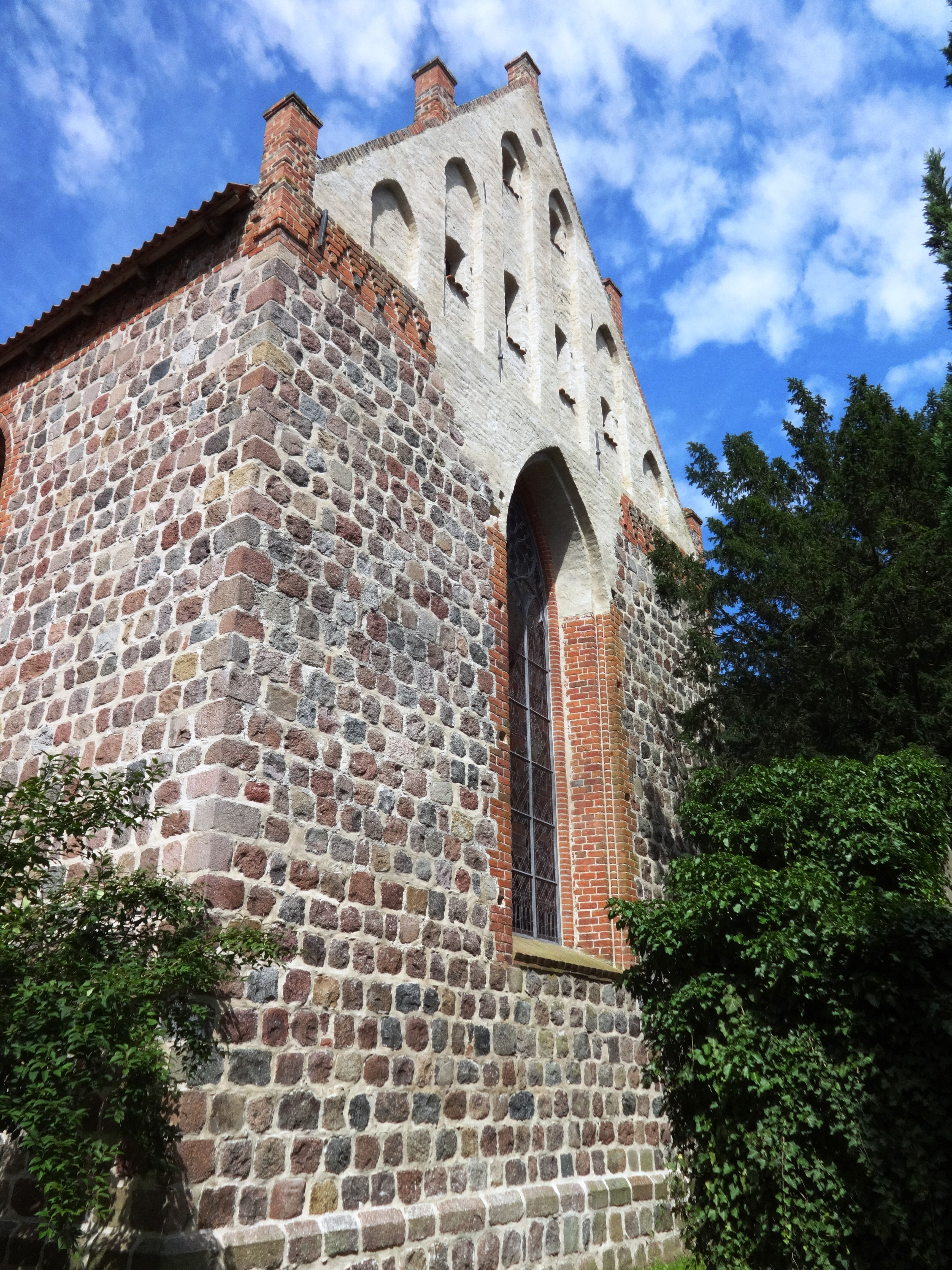
Der gerade Chorabschluss von Südosten

Der Bau der Hauskirche der Behr begann mit dem Chor in der Zeit um 1280. Das aus Backstein in Form einer ursprünglich dreijochigen und dreischiffigen Basilika gemauerte Langhaus stammt dendrochronologischen Untersuchungen des Dachwerks zufolge aus dem Jahr 1415. In der Mitte des 17. Jahrhunderts wurde das nördliche Seitenschiff und vermutlich auch die mit dem Chor erbaute Sakristei abgetragen. Dabei verblieben die Fundamente im Boden und wirkten wie Wasserauffangbecken, was bis zur Restaurierung von 2014 die Durchfeuchtung der Innenwände verschuldete. Gleichzeitig veränderten Handwerker das südliche Seitenschiff, die Vorhalle und die Portale. 1816 wurde der hölzerne Westturm abgebrochen. Bei einer Restaurierung in den Jahren 1857/1858 wurde der Westgiebel erneuert und mit Blendengliederung und Fialbekrönung versehen. Die spitzbogigen Fenster erhielten gusseiserne Maßwerke.
Die Deutsche Stiftung Denkmalschutz erließ im Februar 2013 wegen Schimmel- und Algenbefalls einen Spendenaufruf zur Restaurierung der Kirche und Erhaltung der Wandgemälde. Der Verkauf des denkmalgeschützten ehemaligen Behrenhöffer Pfarrhauses trug zum Eigenanteil der Restaurierung bei. Wichtig waren die Sanierung der Bedachung, des Dachstuhles sowie der äußeren Mauern. Aber auch ein ehemals nördlich angebauter Flügel soll auf den alten Grundmauern als Winterkirche neu aufgerichtet werden. Im Jahr 2014 konnte die erste Phase der Sanierung, die denkmalgerechte Reparatur der Außenhülle, besonders des Westgiebels, weitgehend abgeschlossen werden. In der ab September 2014 durchgeführten zweiten Rekonstruktionsphase wurde das Gewölbe saniert und stabilisiert. Es wurden Zuganker eingebaut, Schimmel und Algen beseitigt. Das südliche Seitenschiff wurde mit einem Kupferdach versehen. Mitte 2016 begann die Restaurierung der großflächigen Wandmalereien aus der zweiten Hälfte des 13. Jahrhunderts. Am 10. Dezember 2017 wurde die renovierte Kirche wieder eingeweiht.

## Baubeschreibung

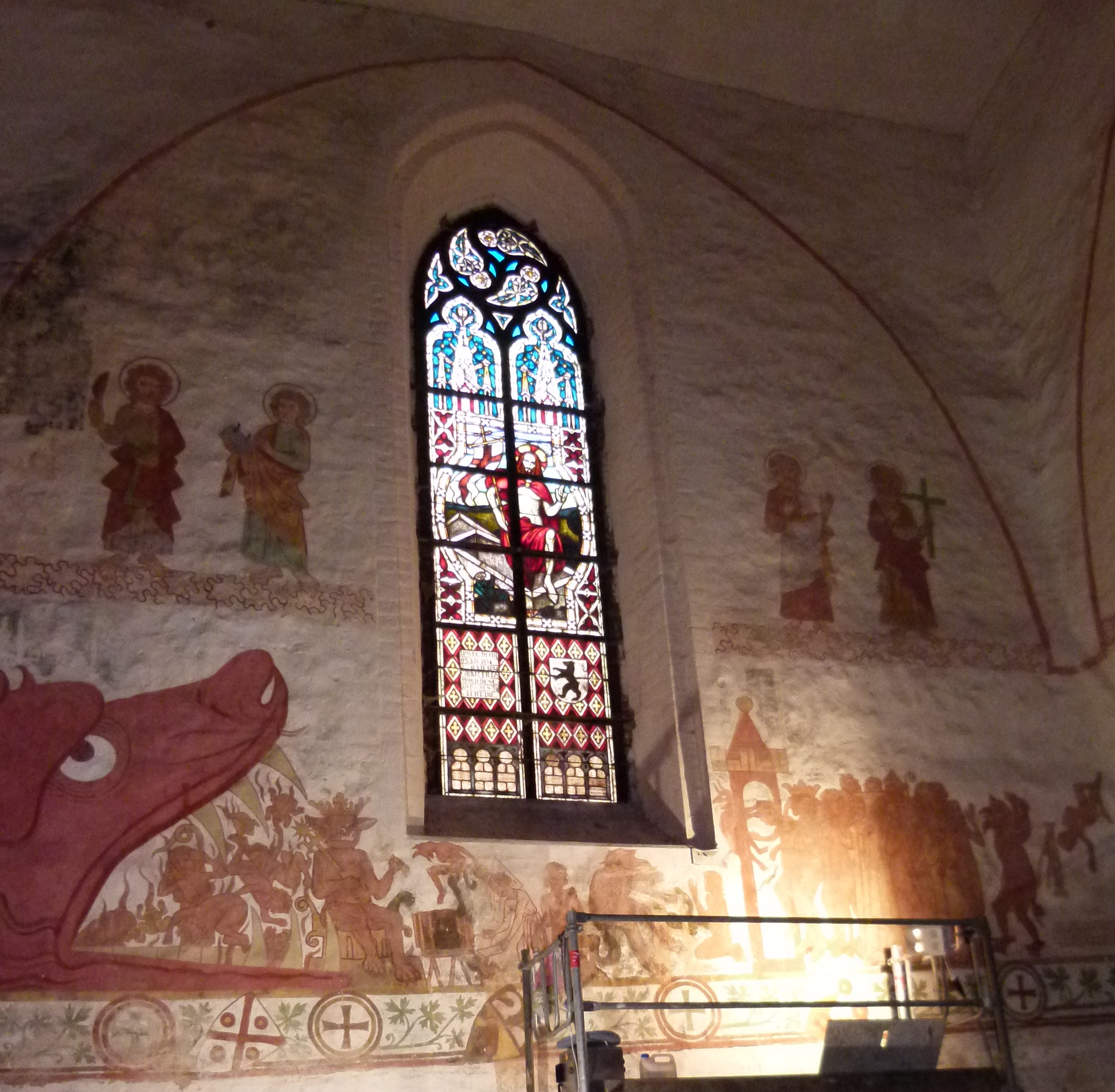
Glasmalerei mit Christi Auferstehung

Der hohe Chor wurde aus sorgfältig behauenen und geschichteten Granitquadern errichtet und ist gerade geschlossen. Mittig ist ein großes, spitzbogenförmiges Fenster, das sich über einen Großteil der Fassade erstreckt. Die Glasmalerei wurde 1907 bis 1909 von Gottfried Heinersdorff aus Berlin angefertigt. Sie zeigt das Wappen derer von Behr sowie den aus dem Grab steigenden Jesus Christus mit Siegesfahne sowie die Geburt Jesu. Darüber ist ein umlaufender Treppenfries, der bei der Restaurierung nicht durchgängig wiederhergestellt wurde. Der mit Fialen verzierte Giebel ist mit sechs aufsteigenden Blenden verziert und entstand aus Mauersteinen. An der Ostwand sind weiter Spuren erkennbar, die darauf schließen lassen, dass das Schiff ursprünglich breiter ausgeführt werden sollte.
Das Mittelschiff besitzt ein achtteiliges Rippengewölbe mit Malerei vom Anfang des 14. Jahrhunderts. Das südliche Langhaus mit dem Seitenschiff ist in seiner ursprünglichen Form aus Mauerstein noch erhalten. Dort befindet sich im westlichen Bereich ein spitzbogenförmiges, erneuertes Stufenportal mit Rundstab und einer darüberliegenden Blende. Es folgen nach Osten hin zwei ebenfalls spitzbogenförmige, profilierte Fenster mit Maßwerk; dazwischen sind Strebepfeiler. Im Obergaden sind drei Fenster sowie eine kleine hölzerne Tür zwischen dem westlich gelegenen und dem mittleren Fenster.
An der westlichen Seite des Bauwerks kann der Betrachter die ursprüngliche Breite des Sakralbaus erkennen. Hier ist mittig ein großes und gedrückt-spitzbogenförmiges fünffach gestuftes, wenn auch zugesetztes Portal. Die darüber liegende Wand ist geschlossen. Der Giebel ist mit aufsteigenden Blenden und Fialen verziert.

## Ausstattung

### Altar, Kanzel und Gestühl
Die neugotische Ausstattung stammt von Theodor Prüfer aus Berlin aus den Jahren 1857 und 1858. Sie umfasst ein Altarretabel, die Kanzel, das Gestühl und die Westempore. Das Altargehege ist mit durchbrochenen Zweischneuß verziert. Der Kanzelkorb steht auf einer spitzbogigen Arkade und ist mit Kleeblättern verziert; darüber ist ein achteckiger Schalldeckel. Die Gestühlsbrüstungen stammen aus dem 18. Jahrhundert. Der Taufstein wurde in der zweiten Hälfte des 13. Jahrhunderts aus gotländischem Kalkstein gefertigt; die Kuppa um 1900 falsch ergänzt.

### Wandmalereien

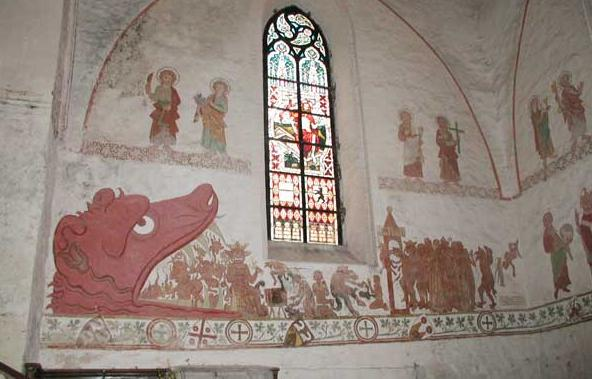
Wandmalerei (2014)

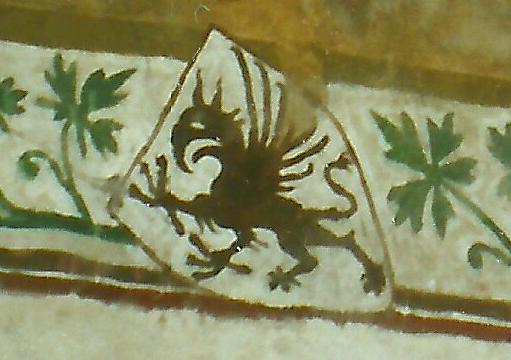
Detail aus der Ausmalung – ältestes (?) Greifenwappen

Einmalig für Pommern ist die Ausmalung der Nord- und Südwand des Chores. Die Malereien sind nicht vollständig überliefert. Sie wurden 1897 fragmentarisch freigelegt und bis 1899 von dem Berliner Maler Hans Karl Seliger ergänzend restauriert, der sich dabei jedoch weitgehend an den mittelalterlichen Konturen orientierte. Auf der Nordwand werden die Höllenqualen gezeigt: In der Nähe des Chors zerrt ein Dämon eine Schar Verdammter durch ein zinnenbewehrtes Tor. Unter ihnen ein König, ein Bischof und zwei Mönche. Links davon Folterszenen: Ein kniend um Gnade Flehender wird von einem Teufel mit einem Saiteninstrument traktiert. Daneben muss ein Mann auf einem glühenden Amboss sitzen, auf der Schulter ein heißes Hufeisen. Eine Frau, die Wasser aus einem Fass schöpft, wird durch eine Hängevorrichtung am Trinken gehindert, während ihr ein Teufel siedende Flüssigkeit über den Kopf gießt. Ganz links ist der gewaltige Höllenrachen in Gestalt eines Mauls mit Reißzähnen, in den mehrere Sünder stürzen, raumgreifend in Szene gesetzt. Davor thront der gekrönte Höllenfürst mit Zepter und Blitzen in den Händen. In den Ausmaßen und in der Wirkung bescheidener werden auf der Südwand der Sündenfall und acht Heiligenmedaillons gezeigt. Die Darstellungen der Wandzeichnungen sind streng horizontal gegliedert. In der oberen Zone der drei Wände sind die Aposteln paarweise auf dem Wolkenband abgebildet. Ungewöhnlich für Malereien des 13. Jahrhunderts reihen sich in der unteren Zone im schmalen Fries Familienwappen der von Behr, der Herzöge von Pommern und der Gützkower Grafen (ihrer Lehnsherren) zwischen Ranken und Weihekreuzen aneinander. Das Bildprogramm bekundet den hohen Anspruch des einflussreichen Rittergeschlechts Behr für die Ausgestaltung ihrer Hauskirche, das dem Aufruf zur Besiedelung des dünn besiedelten Gebiets durch die pommerschen Herzöge ab etwa 1230 gefolgt war. Etwas umstritten ist die Datierung der Wandmalereien in der Literatur. Während Christiane Schilling sie in die zweite Hälfte des 13. Jahrhunderts stellt, gehen das Handbuch der deutschen Kunstdenkmäler Mecklenburg-Vorpommern von einer Entstehungszeit der Wandmalerei Anfang des 14. Jahrhunderts aus. Letzterer Datierung folgt auch die Website der Kirchen in Mecklenburg-Vorpommern. Im Vergleich mit den Wandmalereien der Bischofsresidenz Ziesar kommt Tobias Kunz zum etwas salomonischen Schluss, dass die Wandmalereien um 1300 entstanden sind.

### Weitere Ausstattung und Innenraum
Im Gebäude stehen weiterhin mehrere Schnitzfiguren und Reliefs sowie Teile eines barocken Altarretabels aus der Zeit um 1700. Zur weiteren Ausstattung gehören ein Epitaph aus Kalkstein aus dem Jahr 1617 mit den Wappen derer von Behr und derer von Lepel. Am Übergang zu den Seitenschiffen stehen profilierte Arkaden, die in achteckige Pfeiler übergehen und ihren Abschluss in profilierten Scheidbögen finden. Im Mittelschiff verbauten die Handwerker ein Rippengewölbe, das mit Drolerien verziert und mit vegetabilem Dekor ausgemalt wurde.

### Orgel und Geläut
Die Orgel auf der Westempore mit profilierten Brüstungsfeldern wurde 1858 von A. Fischer aus Demmin gebaut und später durch F. Beyer aus Stralsund erweitert. Das Prospekt ist dreiteilig und neugotisch.
Das Geläut der Kirche besteht aus zwei Glocken, deren ältere aus dem 15. Jahrhundert und die jüngere von Joachim Metzker aus dem Jahr 1724 stammt. Diese wurde 1989 einschließlich der Inschriften und Ornamente neu gegossen. Sie hängen in einem kompakten Glockenstuhl südwestlich der Kirche.

## Umfeld der Kirche
Umgeben ist die Kirche von dem zugehörigen Kirchhof/Friedhof der Gemeinde. Zur Straße wird der Kirchhof abgegrenzt durch eine Backsteinmauer. Neben der Kirche an der Südwestseite befindet sich der Glockenstuhl mit den zwei Glocken. Nordöstlich der Kirche ist eine kleine Leichenhalle. Außer einigen gusseisernen Grabkreuzen sind keine alten Grabmale mehr vorhanden. An der Ostseite der Kirche befindet sich die Familiengrabstätte der Familie C.F.W. von Behr in neuklassizistischen Formen.